# Per Bolund
Per Daniel Bolund, född 3 juli 1971 i Hässelby församling i Stockholm, är en svensk politiker (miljöpartist) och biolog. Han var statsråd 2014–2021 i regeringen Löfven I, II och III. Under perioden 4 maj 2019–18 november 2023 var han ett av Miljöpartiets språkrör.
I regeringen var han finansmarknadsminister och biträdande finansminister 2014–2021, bostadsminister 2019–2021 samt miljö- och klimatminister och vice statsminister under 2021.

## Biografi
Per Bolund är son till professorerna Lars Bolund och Christina Trapp Bolund. Han arbetade som kock efter gymnasiet, och studerade år 1992-1996 vid Stockholms universitet och Stirling University i Skottland och avlade filosofie magisterexamen i biologi. Mellan 1997 och 1999 var Bolund forskningsassistent i ett projekt som bedrev miljöstrategiska studier kring framtidsbilder av hållbara transporter och hållbar stadsutveckling. Mellan år 2000 och 2002 bedrev han doktorandstudier vid institutionen för systemekologi på Stockholms universitet, men avbröt utbildningen.
Per Bolund är sambo med Åse Ahlstrand, har tre barn och är bosatt i Älvsjö.

## Politisk karriär

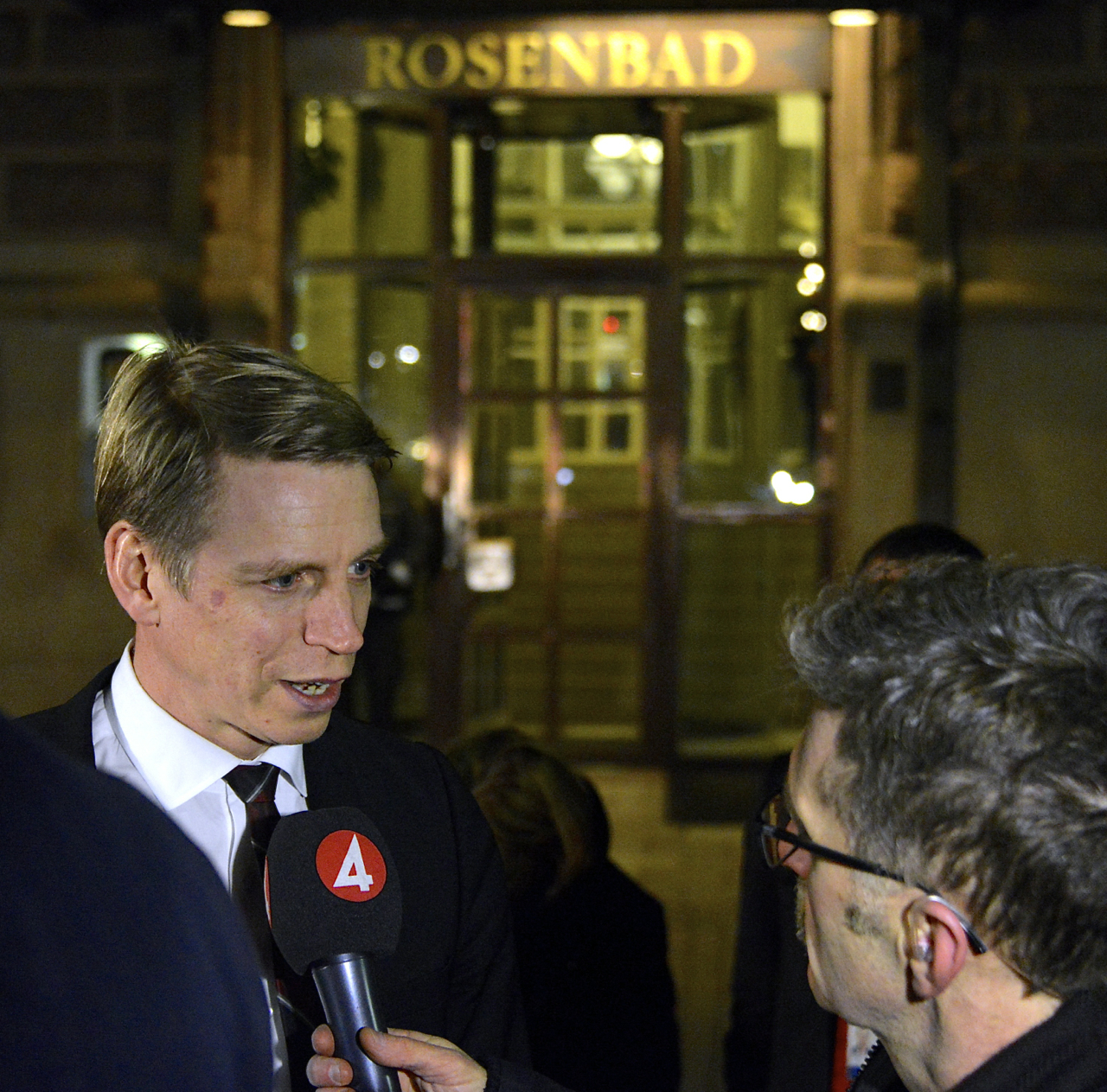
Per Bolund intervjuas av TV4:s politikerreporter Ulf Kristofferson utanför Rosenbad på kvällen den 2 december 2014, efter att regeringen kallat till krismöte med Alliansen på grund av att Sverigedemokraterna tidigare på dagen sagt sig rösta för alliansbudgeten.

Per Bolund var 2002–2006 politiskt sakkunnig på Näringsdepartementet och innehade därmed en av de tjänster på departementen som Miljöpartiet de gröna och Vänsterpartiet fått som en del i samarbetet med regeringen Persson. Han hade då ansvar för frågor gällande infrastruktur, trafikpolitik, IT-frågor och trängselskatt i Stockholm.
Bolund blev vald till riksdagsledamot valet 2006 i och med att partikamraten Åsa Romson avstod från platsen (formellt entledigades hon från uppdraget den 3 oktober 2006). Han förlorade sin riksdagsplats 2010 men blev vald till Stockholms kommunfullmäktige och blev oppositionsborgarråd för Miljöpartiet i Stockholms kommun. Han hade tidigare varit ledamot av kommunfullmäktige 2002–2006. Han var dessutom ledamot i Sveriges kommuner och landstings styrelse.
I september 2011 blev han åter riksdagsledamot för Stockholms kommuns valkrets då partikollegan Maria Wetterstrand avgått.
Den 3 oktober 2014 utsågs Bolund till finansmarknads- och konsumentminister samt biträdande finansminister i regeringen Löfven I. I april 2016 blev Bolund tillförordnad bostadsminister efter att Mehmet Kaplan entledigats från sitt uppdrag som statsråd av statsministern. I maj tillträdde Peter Eriksson som ordinarie bostadsminister. Den 21 januari 2019 fick Bolund förnyat förtroende då han presenterades som finansmarknads- och bostadsminister samt biträdande finansminister på Finansdepartementet i regeringen Löfven II.
Den 24 januari 2019 meddelade Bolund att han kandiderade till posten som språkrör för Miljöpartiet i samband med Gustav Fridolins avgång i maj samma år. Den 4 maj valde partikongressen Bolund till nytt språkrör. Han besegrade motkandidaten Magnus P Wåhlin med röstsiffrorna 171–87.
Vid regeringsombildningen 5 februari 2021 utsågs Bolund till miljö- och klimatminister och fick även den ceremoniella titeln vice statsminister. Han satt på posten tills Miljöpartiet lämnade regeringen i november 2021.
15 juni 2023 meddelade Bolund sin avsikt att avgå som språkrör för Miljöpartiet vid partistämman till hösten.